# Jamie Lee Rattray
Pour les articles homonymes, voir Rattray.
Jamie Lee Rattray (née le 30 septembre 1992 à Kanata, dans la province de l'Ontario) est une joueuse canadienne de hockey sur glace. Elle évolue au poste d'attaquante dans la ligue élite féminine professionnelle. Elle remporte une médaille d'or aux Jeux de Pékin en 2022. Rattray participe à quatre championnats du monde, remportant deux médailles d'argent lors des championnats du monde de 2015 et 2016, une médaille de bronze en 2019 puis une médaille d'or en 2021.
Rattray remporte également la coupe Clarkson en 2018 avec le Thunder de Markham.

## Biographie
Jamie Lee Rattray naît à Kanata en Ontario, au Canada, le 30 septembre 1992.
Sportive, elle commence à jouer au hockey sur glace à 4 ans.

### Carrière en ligue
En 2024, elle évolue avec le Fleet de Boston dans la Ligue professionnelle de hockey féminin.

### Carrière internationale
Sa première participation dans l'équipe nationale canadienne est en 2014 pour la Coupe des quatre nations , où elles remportent la médaille d'or. Elle commence l'année suivante au championnat mondial féminin IIHF et participe à remporter la médaille d'argent, comme l'année suivante.
Elle est qualifiée en janvier 2022 pour participer aux Jeux olympiques d'hiver de 2022, à Pékin. Avec son équipe, elle franchit le tour préliminaire, remporte les quarts de finale face à la Suède, puis la demi-finale face à la Suisse, et la finale le 17 février contre les États-Unis par trois buts à deux, gagnant ainsi la médaille d'or olympique.

### Vie personnelle
Elle effectue des études supérieures à l'université Clarkson où elle obtient en 2014 un Bachelor of Science en innovation et entrepreneuriat.